# Poecilocloeus uncus
Poecilocloeus uncus är en insektsart som beskrevs av Marius Descamps 1980. Poecilocloeus uncus ingår i släktet Poecilocloeus och familjen gräshoppor. Inga underarter finns listade i Catalogue of Life.